# Кувшиновский муниципальный округ
Кувши́новский муниципа́льный о́круг — административно-территориальная единица и одноимённое муниципальное образование (муниципальный округ) на западе Тверской области России.
Административный центр — город Кувшиново.

## География
Площадь 1874 км².
Район расположен в средней части области, к северо-западу от Твери и граничит:
- на севере — с Фировским и Вышневолоцким районами,
- на востоке — с Торжокским районом,
- на юге — со Старицким районом,
- на западе — с Селижаровским и Осташковским районами.

Площадь 1874 км². Основные реки — Осуга, Цна, Поведь, Негочь, Пречисто-Каменка и Большая Коша.

## История
В 1920 годах произошло укрупнение волостей Новоторжского уезда Тверской губернии: были образованы Борковская и Тысяцкая (с центром в пос. Кувшиново) волости. В 1929 был образован Каменский район с центром в п. Кувшиново, входивший в Западную, а с 1935 года — в Калининскую области.
10 мая 1930 года из Каменского района в Новоторжский район Тверского округа Московской области были переданы Таложенский и Тимофеевский сельсоветы.
22 августа 1958 года к Кувшиновскому району была присоединена часть территории упразднённого Есеновичского района
В 1963 году район был присоединен к Торжокскому, а в 1965 году восстановлен под названием Кувшиновский район.
4 мая 2023 года Кувшиновский район был преобразован в муниципальный округ.

## Население
| 1959    | 1970    | 1979    | 1989    | 2002    | 2006    | 2009    | 2010    | 2011    |
| ------- | ------- | ------- | ------- | ------- | ------- | ------- | ------- | ------- |
| 35 432  | ↘27 498 | ↘23 548 | ↘20 601 | ↘17 847 | ↘16 600 | ↘15 816 | ↘15 386 | ↘15 325 |
| 2012    | 2013    | 2014    | 2015    | 2016    | 2017    | 2018    | 2019    | 2020    |
| ↘15 194 | ↘14 992 | ↘14 770 | ↘14 548 | ↘14 328 | ↘14 161 | ↘14 063 | ↘13 884 | ↘13 822 |
| 2021    |         |         |         |         |         |         |         |         |
| ↘13 028 |         |         |         |         |         |         |         |         |

### Урбанизация
Городское население (город Кувшиново) составляет  71,09 % от всего населения района.
Гендерный состав
По данным переписи 2002 года население составило 17 847 жителей (8 017 мужчин и 9 830 женщины).

### Национальный состав
По итогам переписи населения 2020 года проживали следующие национальности (национальности менее 0,1 % и другое, см. в сноске к строке «Другие»):
| Национальность | Численность, чел. | Доля     |
| -------------- | ----------------- | -------- |
| Русские        | 11 744            | 90,14 %  |
| Таджики        | 129               | 0,99 %   |
| Азербайджанцы  | 73                | 0,56 %   |
| Армяне         | 65                | 0,50 %   |
| Украинцы       | 56                | 0,43 %   |
| Узбеки         | 46                | 0,35 %   |
| Молдаване      | 25                | 0,19 %   |
| Другие         | 890               | 6,84 %   |
| Итого          | 13 028            | 100,00 % |

## Административно-муниципальное устройство

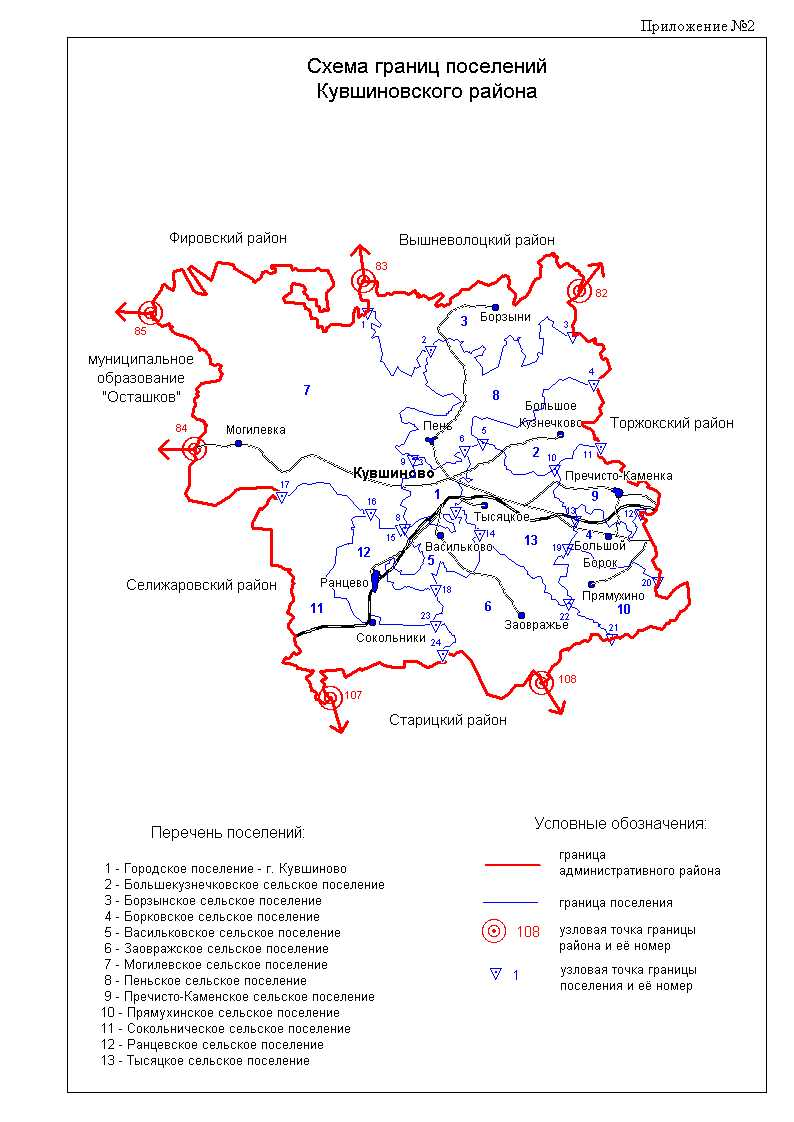
Схема границ муниципальных образований до 2015 года

В Кувшиновский район, с точки зрения административно-территориального устройства области, входят 5 поселений.
Муниципальный район, в рамках организации местного самоуправления, делится на 5 муниципальных образований, в том числе одно городское и 4 сельских поселения:
| №        | Муниципальное образование         | Административный центр | Количество населённых пунктов | Население (чел.) | Площадь (км²) |
| -------- | --------------------------------- | ---------------------- | ----------------------------- | ---------------- | ------------- |
| 1e-06    | Городские поселения:              |                        |                               |                  |               |
| 1        | город Кувшиново                   | город Кувшиново        | 1                             | ↗9262            | 17,83         |
| 1.000002 | Сельские поселения:               |                        |                               |                  |               |
| 2        | Могилёвское сельское поселение    | деревня Могилёвка      | 15                            | ↘389             | 582,22        |
| 3        | Прямухинское сельское поселение   | село Прямухино         | 58                            | ↘1132            | 368,15        |
| 4        | Сокольническое сельское поселение | посёлок Сокольники     | 21                            | ↘881             | 238,70        |
| 5        | Тысяцкое сельское поселение       | село Тысяцкое          | 71                            | ↘1364            | 428,83        |

В январе 2006 года в муниципальном районе сперва было образовано 1 городское поселение и 12 сельских поселений.
Законом Тверской области от 17 декабря 2015 года были упразднены сельские поселения: Борковское, Заовражское и Пречисто-Каменское (включены в Прямухинское сельское поселение); Васильковское и Ранцевское (включены в Сокольническое сельское поселение); Большекузнечковское, Борзынское и Пеньское (включены в Тысяцкое сельское поселение).

## Населённые пункты
В Кувшиновском районе 166 населённых пунктов.
| №   | Населённый пункт     | Тип                     | Население | Муниципальное образование         |
| --- | -------------------- | ----------------------- | --------- | --------------------------------- |
| 1   | Абабково             | деревня                 | ↘13       | Прямухинское сельское поселение   |
| 2   | Аксентьево           | деревня                 | ↘1        | Тысяцкое сельское поселение       |
| 3   | Андреяново           | деревня                 | ↘9        | Прямухинское сельское поселение   |
| 4   | Антонково            | деревня                 | ↘14       | Прямухинское сельское поселение   |
| 5   | Астратово            | деревня                 | ↘46       | Прямухинское сельское поселение   |
| 6   | Бакунино             | железнодорожная станция | →0        | Прямухинское сельское поселение   |
| 7   | Березки              | деревня                 | ↗10       | Тысяцкое сельское поселение       |
| 8   | Боброво              | деревня                 | ↗22       | Тысяцкое сельское поселение       |
| 9   | Бобровцы             | деревня                 | ↘1        | Тысяцкое сельское поселение       |
| 10  | Богданово            | деревня                 | ↗21       | Прямухинское сельское поселение   |
| 11  | Богуново             | деревня                 | →0        | Тысяцкое сельское поселение       |
| 12  | Большое Васильково   | деревня                 | ↘0        | Тысяцкое сельское поселение       |
| 13  | Большое Ильино       | деревня                 | ↗15       | Прямухинское сельское поселение   |
| 14  | Большое Коростково   | деревня                 | ↘11       | Прямухинское сельское поселение   |
| 15  | Большое Кузнечково   | деревня                 | ↘101      | Тысяцкое сельское поселение       |
| 16  | Большой Борок        | село                    | ↘257      | Прямухинское сельское поселение   |
| 17  | Бор                  | деревня                 | ↘19       | Тысяцкое сельское поселение       |
| 18  | Борзыни              | село                    | ↘237      | Тысяцкое сельское поселение       |
| 19  | Борисово             | деревня                 | ↘6        | Тысяцкое сельское поселение       |
| 20  | Бородино             | деревня                 | ↘13       | Тысяцкое сельское поселение       |
| 21  | Брылево              | деревня                 | ↘24       | Сокольническое сельское поселение |
| 22  | Брылево              | посёлок                 | →15       | Сокольническое сельское поселение |
| 23  | Василёво             | деревня                 | ↘8        | Могилёвское сельское поселение    |
| 24  | Васильково           | деревня                 | ↘145      | Сокольническое сельское поселение |
| 25  | Велеможье            | деревня                 | ↘27       | Тысяцкое сельское поселение       |
| 26  | Вечерняя Заря        | хутор                   | ↘1        | Прямухинское сельское поселение   |
| 27  | Войново              | хутор                   | →0        | Могилёвское сельское поселение    |
| 28  | Володово             | деревня                 | →0        | Тысяцкое сельское поселение       |
| 29  | Вороново             | деревня                 | ↘1        | Прямухинское сельское поселение   |
| 30  | Вперёд               | хутор                   | →1        | Прямухинское сельское поселение   |
| 31  | Высокое              | деревня                 | ↘0        | Прямухинское сельское поселение   |
| 32  | Высокое              | деревня                 | ↘71       | Сокольническое сельское поселение |
| 33  | Вышгород             | деревня                 | ↘0        | Тысяцкое сельское поселение       |
| 34  | Вязьмицы             | деревня                 | ↘0        | Тысяцкое сельское поселение       |
| 35  | Глазачево            | деревня                 | →0        | Тысяцкое сельское поселение       |
| 36  | Горицы               | деревня                 | ↘1        | Прямухинское сельское поселение   |
| 37  | Горницы              | деревня                 | →0        | Тысяцкое сельское поселение       |
| 38  | Городцы              | деревня                 | →1        | Прямухинское сельское поселение   |
| 39  | Гранково             | деревня                 | ↘1        | Прямухинское сельское поселение   |
| 40  | Давыдово             | деревня                 | ↘17       | Тысяцкое сельское поселение       |
| 41  | Далекуши             | деревня                 | ↘32       | Прямухинское сельское поселение   |
| 42  | Данково              | деревня                 | ↘19       | Тысяцкое сельское поселение       |
| 43  | Доронкино            | деревня                 | →0        | Тысяцкое сельское поселение       |
| 44  | Дубовицы             | деревня                 | →0        | Сокольническое сельское поселение |
| 45  | Дуплево              | деревня                 | →0        | Тысяцкое сельское поселение       |
| 46  | Дядино               | деревня                 | ↘52       | Сокольническое сельское поселение |
| 47  | Дятлово              | деревня                 | ↘1        | Прямухинское сельское поселение   |
| 48  | Еваново              | деревня                 | ↗32       | Могилёвское сельское поселение    |
| 49  | Егорье               | деревня                 | ↘12       | Тысяцкое сельское поселение       |
| 50  | Жегини               | деревня                 | →0        | Тысяцкое сельское поселение       |
| 51  | Железово             | деревня                 | ↗34       | Прямухинское сельское поселение   |
| 52  | Заледенье            | деревня                 | ↘0        | Тысяцкое сельское поселение       |
| 53  | Заломаиха            | деревня                 | ↘0        | Сокольническое сельское поселение |
| 54  | Замошье              | деревня                 | ↘10       | Тысяцкое сельское поселение       |
| 55  | Заовражье            | село                    | ↘191      | Прямухинское сельское поселение   |
| 56  | Иванково             | деревня                 | →0        | Тысяцкое сельское поселение       |
| 57  | Иловицы              | деревня                 | ↘1        | Тысяцкое сельское поселение       |
| 58  | Ильино               | деревня                 | ↘1        | Тысяцкое сельское поселение       |
| 59  | Ильятино             | деревня                 | →0        | Тысяцкое сельское поселение       |
| 60  | Каравайцево          | деревня                 | ↘44       | Прямухинское сельское поселение   |
| 61  | Карманово            | деревня                 | ↗8        | Тысяцкое сельское поселение       |
| 62  | Катушкино            | деревня                 | ↘25       | Прямухинское сельское поселение   |
| 63  | Качаново             | деревня                 | ↗57       | Тысяцкое сельское поселение       |
| 64  | Кашуево              | деревня                 | ↘5        | Тысяцкое сельское поселение       |
| 65  | Киселево             | деревня                 | ↗44       | Сокольническое сельское поселение |
| 66  | Ключи                | посёлок                 | ↘5        | Могилёвское сельское поселение    |
| 67  | Колбасино            | деревня                 | ↗12       | Тысяцкое сельское поселение       |
| 68  | Корчелово            | деревня                 | ↘0        | Сокольническое сельское поселение |
| 69  | Красные Углы         | деревня                 | ↘1        | Могилёвское сельское поселение    |
| 70  | Красный Городок      | посёлок                 | ↘210      | Могилёвское сельское поселение    |
| 71  | Кувшиново            | город                   | ↗9262     | город Кувшиново                   |
| 72  | Кунилово             | деревня                 | ↘12       | Прямухинское сельское поселение   |
| 73  | Кунино               | деревня                 | ↘24       | Тысяцкое сельское поселение       |
| 74  | Купишиха             | деревня                 | →0        | Прямухинское сельское поселение   |
| 75  | Курган               | хутор                   | →0        | Прямухинское сельское поселение   |
| 76  | Латыгорево           | деревня                 | ↘6        | Тысяцкое сельское поселение       |
| 77  | Лещилово             | деревня                 | ↘1        | Сокольническое сельское поселение |
| 78  | Локотцы              | деревня                 | →5        | Прямухинское сельское поселение   |
| 79  | Лопатино             | деревня                 | ↗79       | Прямухинское сельское поселение   |
| 80  | Лужки                | деревня                 | ↘0        | Сокольническое сельское поселение |
| 81  | Лукино               | деревня                 | ↘7        | Могилёвское сельское поселение    |
| 82  | Лукино               | деревня                 | →0        | Прямухинское сельское поселение   |
| 83  | Любицы               | деревня                 | →8        | Тысяцкое сельское поселение       |
| 84  | Майский              | хутор                   | ↘1        | Сокольническое сельское поселение |
| 85  | Максимково           | деревня                 | ↗7        | Тысяцкое сельское поселение       |
| 86  | Малое Васильково     | деревня                 | ↗31       | Тысяцкое сельское поселение       |
| 87  | Малое Ильино         | деревня                 | ↘0        | Тысяцкое сельское поселение       |
| 88  | Малое Коростково     | деревня                 | ↘1        | Прямухинское сельское поселение   |
| 89  | Медведково           | деревня                 | ↘10       | Прямухинское сельское поселение   |
| 90  | Медвежье             | деревня                 | ↘1        | Прямухинское сельское поселение   |
| 91  | Мишево               | деревня                 | →5        | Тысяцкое сельское поселение       |
| 92  | Могилёвка            | деревня                 | ↘129      | Могилёвское сельское поселение    |
| 93  | Мошник               | деревня                 | ↘1        | Прямухинское сельское поселение   |
| 94  | Мытницы              | деревня                 | ↘20       | Прямухинское сельское поселение   |
| 95  | Ново                 | деревня                 | ↘49       | Тысяцкое сельское поселение       |
| 96  | Ново-Ранцево         | посёлок                 | ↘1        | Сокольническое сельское поселение |
| 97  | Носково              | деревня                 | →0        | Прямухинское сельское поселение   |
| 98  | Озерецкое            | посёлок                 | ↗6        | Могилёвское сельское поселение    |
| 99  | Осташково            | деревня                 | ↘5        | Прямухинское сельское поселение   |
| 100 | Островлево           | деревня                 | →0        | Прямухинское сельское поселение   |
| 101 | Павловка             | деревня                 | →0        | Сокольническое сельское поселение |
| 102 | Павловское           | деревня                 | →0        | Тысяцкое сельское поселение       |
| 103 | Пекишево             | деревня                 | ↘20       | Прямухинское сельское поселение   |
| 104 | Пень                 | деревня                 | ↘263      | Тысяцкое сельское поселение       |
| 105 | Петрово              | деревня                 | ↘0        | Тысяцкое сельское поселение       |
| 106 | Печниково            | деревня                 | ↘21       | Могилёвское сельское поселение    |
| 107 | Попелиха             | деревня                 | ↘1        | Тысяцкое сельское поселение       |
| 108 | Попово               | деревня                 | ↗15       | Прямухинское сельское поселение   |
| 109 | Пречисто-Каменка     | село                    | ↗210      | Прямухинское сельское поселение   |
| 110 | Пролетарка           | хутор                   | ↗1        | Сокольническое сельское поселение |
| 111 | Прямухино            | село                    | ↗223      | Прямухинское сельское поселение   |
| 112 | Пузаково             | железнодорожная станция | →1        | Тысяцкое сельское поселение       |
| 113 | Раменье              | деревня                 | ↘29       | Могилёвское сельское поселение    |
| 114 | Ранцево              | железнодорожная станция | ↘95       | Сокольническое сельское поселение |
| 115 | Ранцево              | посёлок                 | ↘451      | Сокольническое сельское поселение |
| 116 | Родионково           | деревня                 | →0        | Тысяцкое сельское поселение       |
| 117 | Рылево               | деревня                 | ↘60       | Прямухинское сельское поселение   |
| 118 | Рюхово               | деревня                 | →0        | Сокольническое сельское поселение |
| 119 | Сабурово             | деревня                 | →11       | Могилёвское сельское поселение    |
| 120 | Сафонтьево           | деревня                 | ↘27       | Тысяцкое сельское поселение       |
| 121 | Свеклино             | деревня                 | ↘1        | Прямухинское сельское поселение   |
| 122 | Свобода              | хутор                   | →0        | Сокольническое сельское поселение |
| 123 | Селино               | деревня                 | ↗1        | Прямухинское сельское поселение   |
| 124 | Сидорково            | деревня                 | ↘17       | Тысяцкое сельское поселение       |
| 125 | Сидорово             | деревня                 | →0        | Тысяцкое сельское поселение       |
| 126 | Сидорово             | деревня                 | ↘0        | Тысяцкое сельское поселение       |
| 127 | Силино               | деревня                 | ↘1        | Могилёвское сельское поселение    |
| 128 | Симоново             | деревня                 | ↗10       | Тысяцкое сельское поселение       |
| 129 | Скрылево             | деревня                 | ↘0        | Прямухинское сельское поселение   |
| 130 | Слапихино            | деревня                 | ↘12       | Прямухинское сельское поселение   |
| 131 | Сокольники           | посёлок                 | ↘490      | Сокольническое сельское поселение |
| 132 | Сорокино             | деревня                 | ↘0        | Сокольническое сельское поселение |
| 133 | Страхины             | деревня                 | ↘12       | Тысяцкое сельское поселение       |
| 134 | Сурушино             | деревня                 | ↘17       | Тысяцкое сельское поселение       |
| 135 | Сутоки               | деревня                 | ↘1        | Тысяцкое сельское поселение       |
| 136 | Сухой Ручей          | деревня                 | ↘18       | Тысяцкое сельское поселение       |
| 137 | Сырково              | деревня                 | →0        | Прямухинское сельское поселение   |
| 138 | Сырково              | деревня                 | ↘1        | Прямухинское сельское поселение   |
| 139 | Тавруево             | деревня                 | ↘21       | Тысяцкое сельское поселение       |
| 140 | Тарасково            | деревня                 | ↘15       | Могилёвское сельское поселение    |
| 141 | Тарасковская Плотина | хутор                   | →0        | Могилёвское сельское поселение    |
| 142 | Теляково             | деревня                 | ↘30       | Тысяцкое сельское поселение       |
| 143 | Тресково             | деревня                 | ↘0        | Прямухинское сельское поселение   |
| 144 | Турлаево             | деревня                 | ↘1        | Тысяцкое сельское поселение       |
| 145 | Тысяцкое             | село                    | ↘592      | Тысяцкое сельское поселение       |
| 146 | Ульяново             | деревня                 | ↘13       | Тысяцкое сельское поселение       |
| 147 | Федорково            | деревня                 | ↘1        | Прямухинское сельское поселение   |
| 148 | Ферково              | деревня                 | ↘12       | Тысяцкое сельское поселение       |
| 149 | Хвошня               | деревня                 | ↗79       | Тысяцкое сельское поселение       |
| 150 | Хмелево              | деревня                 | →0        | Тысяцкое сельское поселение       |
| 151 | Ховань               | деревня                 | ↗1        | Прямухинское сельское поселение   |
| 152 | Холм                 | деревня                 | ↗26       | Тысяцкое сельское поселение       |
| 153 | Хорлово              | деревня                 | ↗25       | Прямухинское сельское поселение   |
| 154 | Хрычево              | деревня                 | ↘9        | Прямухинское сельское поселение   |
| 155 | Чеброхино            | деревня                 | ↘24       | Прямухинское сельское поселение   |
| 156 | Чудиново             | деревня                 | ↘1        | Прямухинское сельское поселение   |
| 157 | Шаплово              | деревня                 | ↘13       | Прямухинское сельское поселение   |
| 158 | Шашково              | деревня                 | ↗1        | Тысяцкое сельское поселение       |
| 159 | Шевково              | деревня                 | ↗6        | Тысяцкое сельское поселение       |
| 160 | Ширяково             | деревня                 | →0        | Тысяцкое сельское поселение       |
| 161 | Шувалов              | хутор                   | ↘30       | Прямухинское сельское поселение   |
| 162 | Щеголево             | деревня                 | ↗6        | Прямухинское сельское поселение   |
| 163 | Щелье                | деревня                 | ↘55       | Тысяцкое сельское поселение       |
| 164 | Юсино                | деревня                 | ↗48       | Тысяцкое сельское поселение       |
| 165 | Яколицы              | деревня                 | →1        | Тысяцкое сельское поселение       |
| 166 | Ясная Поляна         | хутор                   | ↗1        | Прямухинское сельское поселение   |

## Экономика
Экономика района по текущему состоянию на 2008 год в целом находится в стагнации, хотя отдельные предприятия на территории района, в основном лесо-заготовительного и обрабатывающего профиля, работают вполне успешно.

## Транспорт
- Через район проходят автодороги «Торжок—Кувшиново—Осташков», «Вышний Волочёк—Есеновичи—Кувшиново» и местные автодороги.
- Железная дорога «Торжок—Кувшиново—Соблаго».
- Автобусное сообщение, по городу ходят такси и маршрутные такси (с 2003—2004 года).

## Культура
В городе Кувшиново имеется краеведческий музей.

Экспозиция краеведческого музея Кувшиново

На территории района, в 28 км от Кувшиново находится историко-природный заповедник Прямухино, являющийся родовым имением Бакуниных. Здесь родился и провёл свои ранние годы известный русский революционер, идеолог анархизма Михаил Александрович Бакунин. При средней школе села Прямухино, располагающейся на территории бывшей усадьбы Бакуниных, в настоящее время имеется музей Бакуниных.

## Достопримечательности
- Кунино (Баранья гора) (39 км от Торжка) церковь в имении Полторацких, построенная по проекту В. П. Стасова (1831 год) (57°05′48″ с. ш. 34°24′32″ в. д.HGЯO);
- Древний реликтовый лес.